# خالد السهيلي
خالد السهيلي (6 يوليو 1966)، دبلوماسي وسياسي تونسي ، يشغل الآن منصب وزير الدفاع الوطني منذ تعيينه في 24 اغسطس 2024 من قبل الرئيس قيس سعيد، ضمن حكومة كمال المدوري.